# Peter Garrett

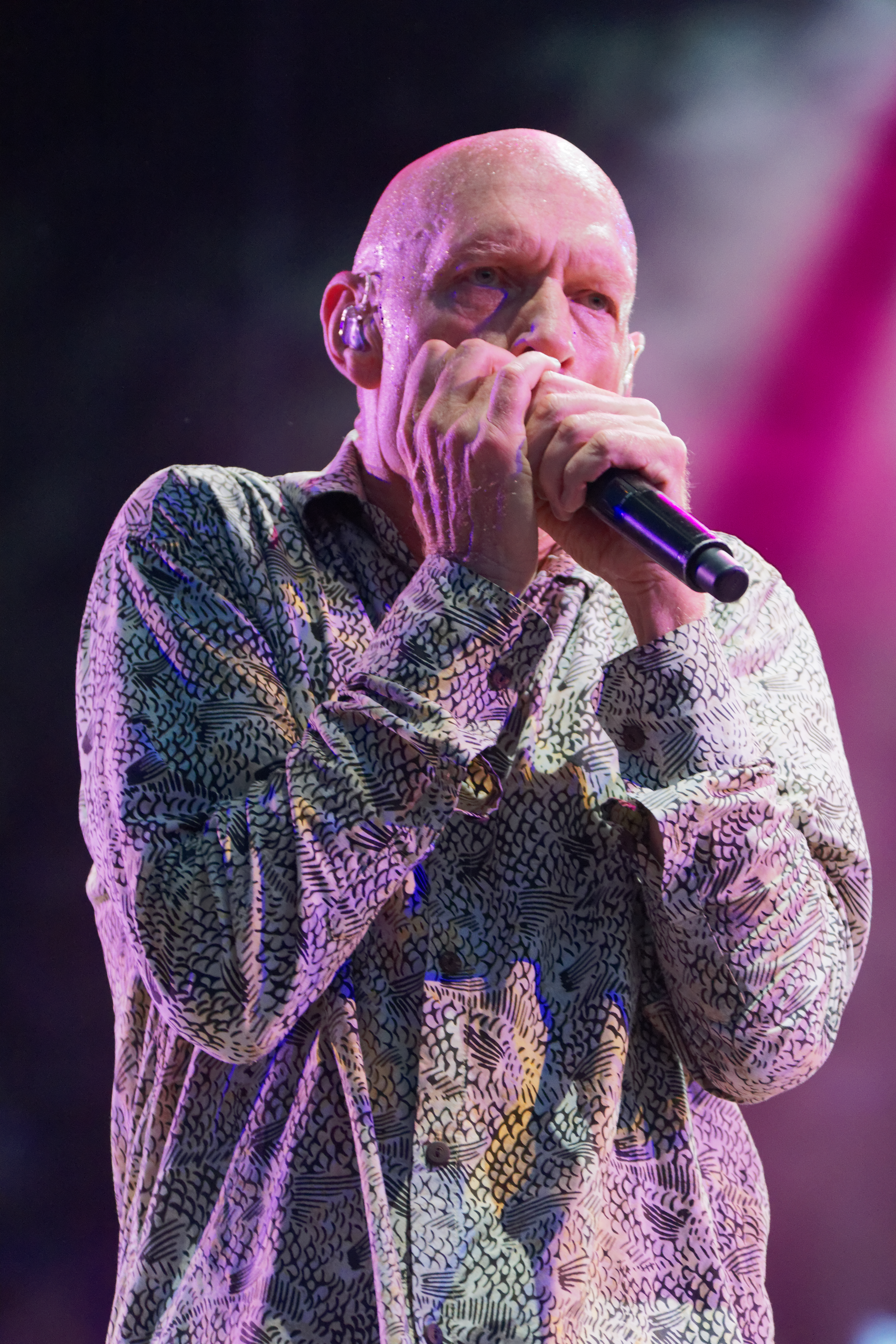
Peter Garrett, 2017

Peter Robert Garrett MP (* 16. April 1953 in Sydney) ist ein australischer Musiker und Politiker.

## Leben
Nach einer erfolgreichen Karriere als Sänger der australischen Rockband Midnight Oil wurde er Mitglied der Australian Labor Party (ALP) und des australischen Repräsentantenhauses. Nach dem Wahlsieg seiner Partei bei den Parlamentswahlen in Australien 2007 ernannte ihn Premierminister Kevin Rudd zum Minister für Umwelt, Kulturerbe und Kunst. Bei der Parlamentswahl 2010 wurde Peter Garrett in seinem Wahlkreis Kingsford Smith wiedergewählt. Bis 2013 bekleidete er im Kabinett von Julia Gillard das Amt des Ministers für schulische Bildung, Kinder und Jugend.

## Musik
Nach einem Jura-Studium an der Australian National University wurde Garrett 1976 Sänger der Rockband Midnight Oil, die vor allem Ende der 1980er und Anfang der 90er Jahre weltweite Erfolge feiern konnte. Die Band setzte sich bis zu ihrer Auflösung 2002 in ihren Liedern immer wieder mit der Außenpolitik der USA, Umweltschutzfragen und der Situation der australischen Ureinwohner auseinander.

## Politik

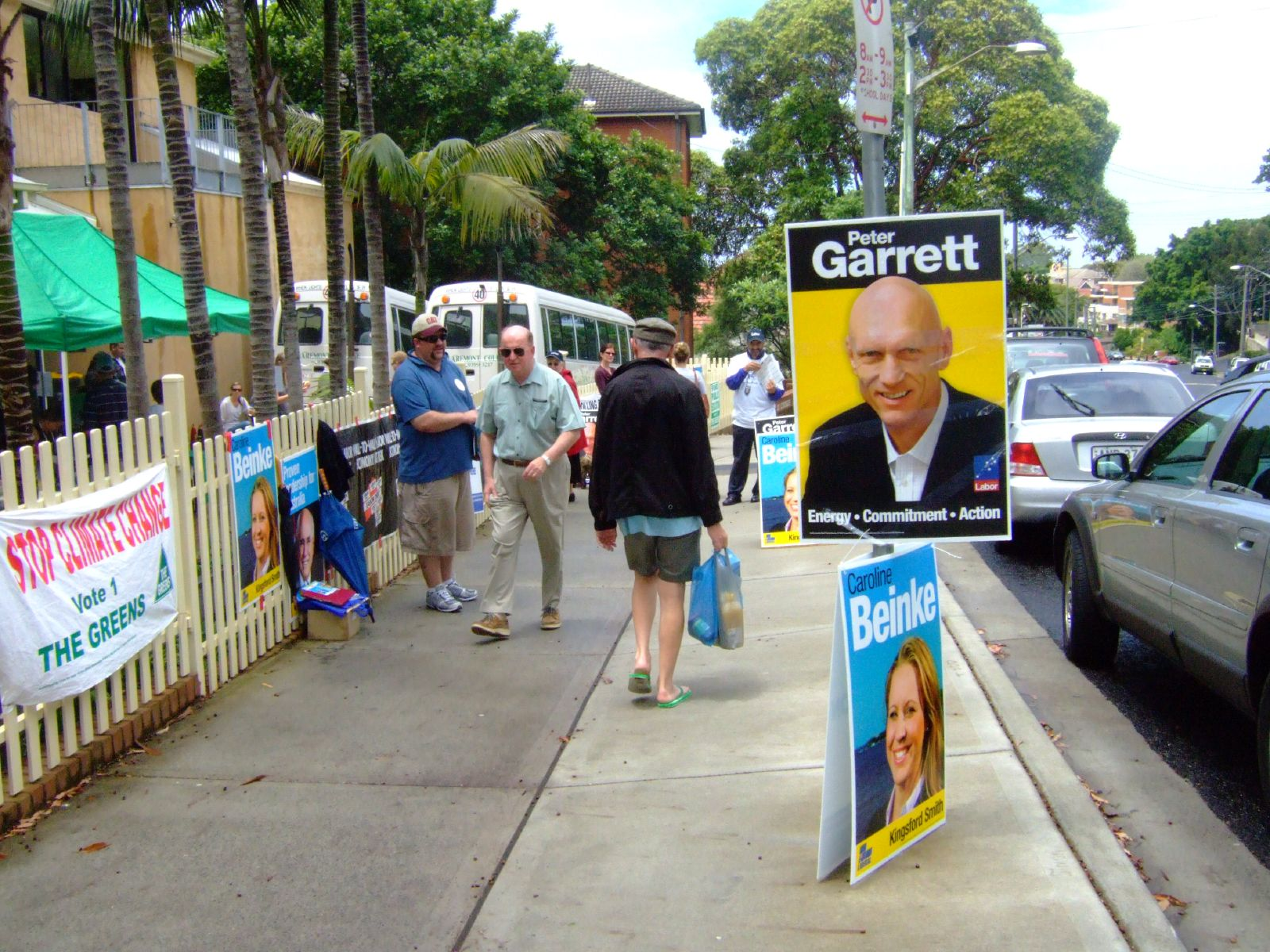
Peter Garrett im Wahlkampf 2007

Noch während seiner Karriere als Musiker versuchte Garrett, in der australischen Politik Fuß zu fassen. 1984 war er Mitbegründer der Nuclear Disarmament Party, scheiterte jedoch bei dem Versuch, einen Sitz im Australischen Senat zu erlangen.
Von 1989 bis 1993 und von 1998 bis 2004 war er Präsident der Australian Conservation Foundation, einer australischen Umweltschutzgruppe, und gehörte 1993 dem International Board von Greenpeace an.
2004 wurde er auf Betreiben des damaligen Vorsitzenden der Australian Labor Party, Mark Latham, Kandidat für den Wahlkreis Kingsford Smith in New South Wales. Bei den Parlamentswahlen 2004 wurde er mit knapp 50 % der Stimmen als Abgeordneter ins australische Repräsentantenhaus gewählt.
2006 ernannte der neugewählte Parteivorsitzende Kevin Rudd Garrett zum Schattenminister für die Bereiche Klimawandel, Umwelt, Kulturerbe und Kunst. Nach dem Erdrutschsieg der Labor Party bei den Parlamentswahlen 2007, bei dem Garrett mit 53 % der Stimmen in seinem Wahlkreis bestätigt wurde, wurde er am 29. November 2007 zum Minister für Umwelt, Kulturerbe und Kunst ernannt. Das Ressort für den Klimawandel ging jedoch an die Politikerin Penny Wong, was Beobachter auf mehrere Fehler Garretts im Wahlkampf zurückführten.
Als die Nationalkonferenz der ALP im Jahr 2009 den atompolitischen Paradigmenwechsel beim Uranabbau in Australien bestätigte und den Bau einer vierten Uranmine, der Four-Mile-Uran-Mine, zuließ, erklärte der amtierende australische Umweltminister Peter Garrett, dass diese Entscheidung unter dem Diktum „set the bar to the highest level“ gefallen sei. Vor der Wahl 2010 geriet Garrett in arge Kritik, da ein nationales Programm zur Gebäudedämmung für Privathaushalte eine Reihe von Hausbränden verteilt über ganz Australien verursachte, welche mehrere Tote zur Folge hatten. Nach seiner Wiederwahl wurde ihm dann auch nicht mehr das Umweltressort, sondern das Ministerium für schulische Bildung, Kinder und Jugend zugeteilt. Mit Amtsantritt der zweiten Regierung Rudd am 27. Juni 2013 schied Garrett aus der Regierung aus.

## Auszeichnungen
Im Jahr 2000 erhielt Garrett den Australian Humanitarian Foundation Award.
2003 wurde er wegen seiner Verdienste um den Umweltschutz und die australische Musik zum Member of the Order of Australia ernannt.

## Diskografie

### Alben
- A Version of Now (2016)
- The True North (2024)